# فهرست شاهان لیدیه

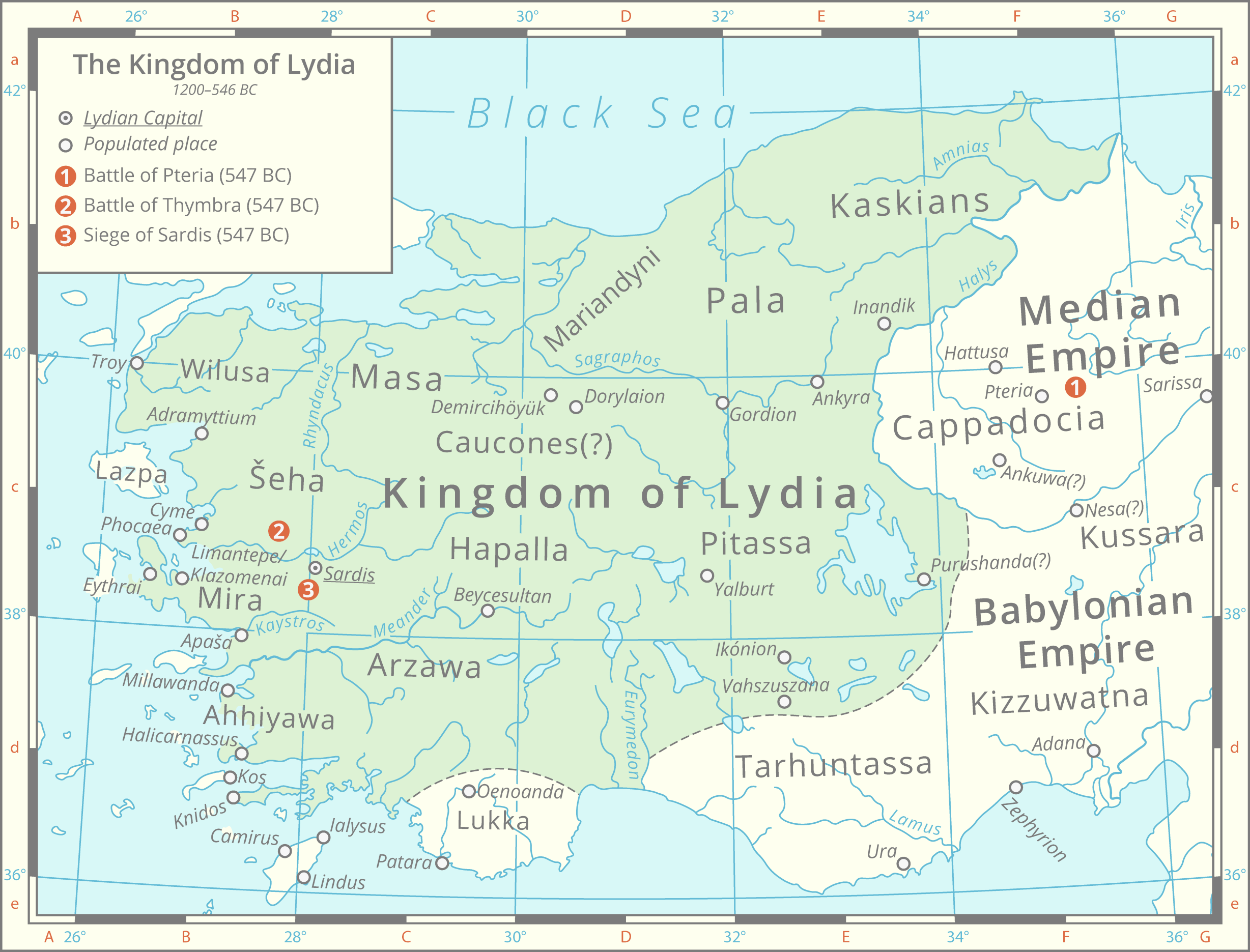
گستره پادشاهی لیدیه به هنگام دوران فرمانروایی کرزوس واپسین پادشاه بومی آن. (زمان و مکان سه نبرد کوروش بزرگ در جهت فتح لیدیه نیز در نقشه به صورت شماره‌گذاری شده مشخص شده‌است)

این مقاله پادشاهان شناخته شده لیدیه، اعم از پادشاهان افسانه‌ای و تاریخی را فهرست می‌کند. لیدیه یک پادشاهی باستانی در غرب آناتولی در هزاره اول پیش از میلاد بود. هرودوت و منابع دیگر به سه سلسله حاکم بر لیدیه اشاره کرده‌اند که عبارتند از: مئونیا، هراکلیدای و مرمناد. دو سلسله اول افسانه‌ای هستند، اگرچه برخی عنوان می‌دارند که هراکلیدای‌ها نیمه افسانه‌ای می‌باشند.
در سال ۵۴۶ پیش از میلاد، شهر سارد پایتخت پادشاهی لیدیه توسط کوروش بزرگ فتح شد و لیدیه ضمیمه شاهنشاهی هخامنشی گردید.

## سلسله مئونیا
پادشاهان شناخته شده این سلسله عبارتند از:
- مانس[۱]
- آتیس[۲]
- لیدوس[۳]
- یاردانوس[۳]

## سلسله هراکلیدای
پادشاهان شناخته شده این سلسله عبارتند از:
- آگرون[۳]
- ۱۹ پادشاه افسانه‌ای، با نام‌های ناشناخته (جانشینی همگی به صورت پدر و پسر بوده‌است)[۳]
- ملس[۳]
- کاندولا[۴]

## سلسله مرمناد
| نام پادشاه | آغاز پادشاهی | پایان پادشاهی | نسبت با پادشاه پیشین | یادداشت                            | منا.         |
| ---------- | ------------ | ------------- | -------------------- | ---------------------------------- | ------------ |
| ژیگس       | ۷۱۶ پ.م.     | ۶۷۸ پ.م.      | محافظ کاندولا        | اولین پادشاه سلسله مرمناد          | [ ۵ ]        |
| آردیس      | ۶۵۲ پ.م.     | ۶۰۳ پ.م.      | پسر ژیگس             | دومین پادشاه سلسله مرمناد          | [ ۶ ]        |
| سادیاتس    | ۶۰۳ پ.م.     | ۵۹۱ پ.م.      | پسر آردیس            | سومین پادشاه سلسله مرمناد          | [ ۷ ]        |
| الیاتس     | ۶۱۹ پ.م.     | ۵۶۰ پ.م.      | پسر سادیاتس          | چهارمین پادشاه سلسله مرمناد        | [ ۸ ]        |
| کرزوس      | ۵۶۰ پ.م.     | ۵۴۶ پ.م.      | پسر الیاتس           | پنجمین و آخرین پادشاه سلسله مرمناد | [ ۹ ] [ ۱۰ ] |